# Eric Ericson (skådespelare)
Eric Gunnar Danger Ericson, född 21 november 1974 i Sollentuna, är en svensk skådespelare.

## Biografi
Ericson debuterade som en av ungdomarna i TV-serien Storstad (1990–1991), i en av de bärande tonårsrollerna som en timid och blyg yngling med ett problematiskt förhållande till sin ensamstående far. Efter utbildning vid Högskolan för teater i Göteborg 1995–1998 fick han en större roll i TV-serien Sjätte dagen (1999–2000).
Med sin tredje TV-roll i julkalendern Dieselråttor och sjömansmöss (2002) gjorde han ytterligare ett porträtt av en ung, osäker manlig figur. Han gjorde även, samma år, en monolog på Dramaten om klimatfrågan. En fjärde TV-serieroll som undersökande journalist på jakt efter en övernaturlig gåta i De drabbade (2003) återknöt i mångt och mycket till hans rollgestalt i Sjätte dagen. Bland övriga roller märks den som polismannen Fredrik Stridh i filmatiseringarna av Irene Huss och rollen som Olof Molander i TV-serien Molanders (2013).
Vid sidan av TV-arbetet har han spelat vid Helsingborgs stadsteater 1997 och 1999, Folkteatern i Göteborg 1999, samt därefter vid Angereds teater 2000–2001. Eric Ericson ingår i Göteborgs Stadsteaters fasta ensemble. Han är gift med skådespelaren Tove Wiréen.
Eric Ericson deltog i par med Kjell Wilhelmsen i På spåret 2014, 2015 och 2018.

## Filmografi
- 1990 – Storstad (TV-serie)
- 1992 – Maskeraden
- 1995 – Svarta skallar och vita nätter (TV-serie)
- 1996 – Vinterviken
- 1999 – Sjätte dagen (TV-serie)
- 2000 – Labyrinten (TV-serie)
- 2001 – Fru Marianne
- 2001 – Tsatsiki - vänner för alltid
- 2002 – Suxxess
- 2002 – Dieselråttor och sjömansmöss (TV-serie)
- 2003 – De drabbade (TV-serie)
- 2004 – Hotet
- 2004 – Baksmälla
- 2005 – Som man bäddar
- 2005 – Störst av allt
- 2005 – Storm
- 2006 – Bad Dreams
- 2007 – Leende guldbruna ögon (TV-serie)
- 2007 – Irene Huss – Tatuerad torso
- 2007 – Gynekologen i Askim (TV-serie)
- 2007 – Kommissarien och havet - Den du inte ser (TV-serie)
- 2008 – Irene Huss – Den krossade tanghästen
- 2008 – Irene Huss – Nattrond
- 2008 – Irene Huss – Glasdjävulen
- 2008 – Irene Huss – Eldsdansen
- 2008 – Irene Huss – Guldkalven
- 2009 – 183 dagar (TV-serie)
- 2009 – Original
- 2009 – Göta kanal 3
- 2010 – Fyra år till
- 2010 – Pax
- 2011 – Svaleskär (TV-serie)
- 2011 – Irene Huss – Jagat vittne
- 2011 – Irene Huss – I skydd av skuggorna
- 2011 – Irene Huss – Tystnadens cirkel
- 2011 – Irene Huss – En man med litet ansikte
- 2011 – Irene Huss – Det lömska nätet
- 2011 – Irene Huss – Den som vakar i mörkret
- 2012 – Johan Falk: De 107 patrioterna
- 2013 – Små citroner gula
- 2013 – Molanders (TV-serie)
- 2013 – Känn ingen sorg
- 2013 – Kvinden i buret
- 2014 – På spåret (TV-serie)
- 2015 – På spåret (TV-serie)
- 2016 – Upp i det blå
- 2017 – Jordskott (TV-serie)
- 2017 – Alex (TV-serie)
- 2018 – Beck – Utan uppsåt
- 2018 – På spåret (TV-serie)
- 2019 – Vår tid är nu (TV-serie)
- 2019 – Ring mamma!
- 2019 – Hidden – Förstfödd (TV-serie)
- 2020 – Sommaren 85 (TV-serie)
- 2022 – Försvunna människor (TV-serie)

## Teater

### Roller
| År   | Roll                | Produktion | Regi                | Teater                   |
| ---- | ------------------- | --- | ------------------- | ------------------------ |
| 1997 | Thybalt             | Romeo och Julia (The Tragedy of Romeo and Juliet) William Shakespeare | Thomas Müller       | Helsingborgs stadsteater |
| 1999 |                     | Mera kärlek Lars-Eric Brossner | Lars-Eric Brossner  | Folkteatern i Göteborg   |
| 1999 |                     | Västra kajen (Quai Ouest) Bernard-Marie Koltès | Thomas Müller       | Helsingborgs Stadsteater |
| 2000 | Malcolm             | Macbeth William Shakespeare | Ulla Gottlieb       | Helsingborgs Stadsteater |
| 2000 | Ray                 | Skönheten i byn (The Beauty Queen of Leenane) Martin McDonagh | Margita Ahlin       | Helsingborgs Stadsteater |
| 2000 |                     | Kvadd Maria Blom | Maria Blom          | Angereds teater          |
| 2000 |                     | First class Lars Arrhed, Anders Wättring och Lennart Esborn | Lars Arrhed         | Angereds teater          |
| 2001 |                     | Jag är ful (Soy fea) Sergi Belbel och Jordi Sánchez | Sara Cronberg       | Angereds teater          |
| 2001 | Nittonhundra        | Nittonhundra (Novecento) Alessandro Baricco | Lars Arrhed         | Angereds teater          |
| 2003 |                     | Mister Ernest (The Importance of Being Earnest) Oscar Wilde | Figge Norling       | Mellanfjärdens teater    |
| 2005 | John Ausonius       | Lasermannen Bengt Ohlsson | Susan Taslimi       | Göteborgs Stadsteater    |
| 2006 | Klas                | Tiokronorsflickan Jonna Nordenskiöld | Lars Melin          | Angereds teater          |
| 2007 | Fursten av Verona   | Romeo och Julia (The Tragedy of Romeo and Juliet) William Shakespeare | Maria Löfgren       | Göteborgs Stadsteater    |
| 2007 |                     | På stranden av världen (On the Shore of the Wide World) Simon Stephens | Ronnie Hallgren     | Göteborgs Stadsteater    |
| 2008 | Semjon              | Rysk Roulette (Dying for it) Moira Buffini | Anette Norberg      | Göteborgs Stadsteater    |
| 2008 | Adam                | Park Aveny Lucas Svensson | Tobias Theorell     | Göteborgs Stadsteater    |
| 2008 | Willoughby          | Förnuft och känsla (Sense and Sensibility) Mark Healy efter Jane Austen | Maria Löfgren       | Göteborgs Stadsteater    |
| 2009 | Journalisten        | Harper Regan Simon Stephens | Anette Norberg      | Göteborgs Stadsteater    |
| 2009 | Greve Orsino        | Trettondagsafton (Twelfth Night, or What You Will) William Shakespeare | Stefan Metz         | Göteborgs Stadsteater    |
| 2009 | Olan                | Krossad (Tilt) Ailís Ní Ríain | Nora Nilsson        | Göteborgs Stadsteater    |
| 2010 | Karl                | Hantverkarna (Håndværkerne) Line Knutzon | Sara Cronberg       | Göteborgs Stadsteater    |
| 2010 | Cléante             | Den inbillningssjuke (Le Malade imaginaire) Molière | Åsa Kalmér          | Göteborgs Stadsteater    |
| 2011 | Sonen               | Skänk mig snarast sonsöner (Du sollst mir Enkel schenken) Thomas Jonigk | Richard Turpin      | Göteborgs Stadsteater    |
| 2011 | Oskar               | Den rätte Dennis Magnusson efter John Ajvide Lindqvist | Fredrik Evers       | Göteborgs Stadsteater    |
| 2012 |                     | Lubiewo – Kärleksön (Lubiewo) Lucas Svensson efter Michal Witkowski | Ronnie Hallgren     | Göteborgs Stadsteater    |
| 2013 | Pill Marcantonio    | Det intelligenta homots guide till kapitalism och socialism, med en nyckel till skriften (The Intelligent Homosexual's Guide to Capitalism and Socialism with a Key to the Scriptures) Tony Kushner | Nora Nilsson        | Göteborgs Stadsteater    |
| 2013 | Orlando             | Som ni vill ha det (As you Like it) William Shakespeare | Stefan Metz         | Göteborgs Stadsteater    |
| 2013 | Douglas Pickering   | Pygmalion George Bernard Shaw | Eva Bergman         | Göteborgs Stadsteater    |
| 2014 | Axel Wahl           | Sylvi Minna Canth | Jenny Andreasson    | Göteborgs Stadsteater    |
| 2014 |                     | Flotten, Hemmet, Sandlådan 2014 Kent Andersson och Bengt Bratt | Mattias Andersson   | Göteborgs Stadsteater    |
| 2014 | Tartuffe            | Tartuffe (Tartuffe, ou l'Imposteur) Molière | Tobias Theorell     | Göteborgs Stadsteater    |
| 2015 | Pappan              | Karlsson på taket Astrid Lindgren | Alexander Öberg     | Göteborgs Stadsteater    |
| 2015 | Ejlert Lövborg      | Hedda Gabler Henrik Ibsen | Emil Graffman       | Göteborgs Stadsteater    |
| 2015 |                     | En fröjdefull jul (Season's Greetings) Alan Ayckbourn | Stefan Metz         | Göteborgs Stadsteater    |
| 2016 | Doktor Östermark    | Fadren August Strindberg | Andreas Boonstra    | Göteborgs Stadsteater    |
| 2016 | Axel von Fersen     | Marie Antoinette Jens Ohlin | Jens Ohlin          | Folkteatern, Göteborg    |
| 2017 | Göthe Ericsson      | Karl Gerhard Irena Kraus | Eva Bergman         | Göteborgs stadsteater    |
| 2018 | Gustav Adolf Ekdahl | Fanny och Alexander Ingmar Bergman | Eva Bergman         | Göteborgs stadsteater    |
| 2019 |                     | Little Shop of Horrors Alan Menken och Howard Ashman | Angelina Stojčevska | Göteborgs stadsteater    |
| 2019 | Jim                 | Lång dags färd mot natt (Long Day's Journey into Night) Eugene O’Neill | Emil Graffman       | Göteborgs stadsteater    |
| 2019 | Papageno            | Trollflöjten (Die Zauberflöte) Wolfgang Amadeus Mozart och Emanuel Schikaneder | Melanie Mederlind   | Göteborgs stadsteater    |